# Emilie Autumn
Pour les articles homonymes, voir Autumn.
 (janvier 2023).
Si vous disposez d'ouvrages ou d'articles de référence ou si vous connaissez des sites web de qualité traitant du thème abordé ici, merci de compléter l'article en donnant les références utiles à sa vérifiabilité et en les liant à la section « Notes et références ».
Emilie Autumn, née sous le nom complet de Emilie Autumn Fritzges le 22 septembre 1979 à Malibu, est une chanteuse américaine. Elle joue du violon, classique et électrique, ainsi que du piano. Elle est une artiste signée Trisol Record mais garde son indépendance grâce à son propre label, The Asylum Emporium (anciennement Traitor Record). L'artiste cultive son propre monde et son propre univers musical qu'elle appelle le «Violindustrial » (une contraction entre violin (violon) et industrial (industriel)) ou « Victoriandustrial » (une contraction entre Victorian (victorien) et industrial (industriel)).

## Carrière

### Discographie
- 1997 : On A Day…
- 2001 : Chambermaid (EP)
- 2001 : By The Sword (EP)
- 2003 : Enchant
- 2006 : Opheliac (EP)
- 2006 : Opheliac
- 2006 : Your Sugar Sits Untouched (Poetry Book & CD)
- 2007 : Liar/Dead is the New Alive (EP)
- 2007 : Laced - Unlaced
- 2007 : A Bit O' This & That
- 2007 : Enchant (Réédition)
- 2008 : 4 O'Clock
- 2008 : Girls Just Wanna Have Fun & Bohemian Rhapsody (EP)
- 2009 : The Opheliac Companion (Behind The Scenes)
- 2010 : Opheliac (Deluxe Edition)
- 2012 : Fight Like A Girl
- 2018 : The Asylum for Wayward Victorian Girls: Behind theMusical

### PériodeEnchant
Cette époque, qui s'étend entre 2001 (les débuts d'Autumn) et 2004 avec l'album Enchant et les EPs Chambermaid et By The Sword (en hommage aux victimes du 11 septembre 2001) s'inscrit dans un courant plus ou moins celtique inspiré des mouvements suivants : new age, trip hop, pop et musique de chambre. Son album Enchant évoque « Les rêves, les contes et des histoires de fantômes et de fées qui vous mordront la tête si vous osez les toucher »; en effet, le livret de l'album s'ouvre sur un contre féerique écrit par l'artiste elle-même et les photographies la présentent sous les traits d'une fée.
Durant la réalisation de l'album Enchant la chanteuse est occupée par un projet parallèle : The Janes Brooks Project, dédié à Jane Brooks, sous le nom de groupe Ravensong composé de quatre voix qu'Autumn décrit comme un « ensemble classique et baroque ». Ses talents de violoniste lui ouvrent des portes : le soir de la fête de sortie de Enchant, Emilie Autumn apprend que la chanteuse Courtney Love l'invite à participer à l'enregistrement de son nouvel album America's Sweetheart et à faire partie de la tournée promotionnelle. Emilie sera aux violons et dans les chœurs du groupe, The Chelsea. De nombreux enregistrements d'Autumn n'apparaissent cependant pas dans l'album ; elle explique que « ceci est entièrement dû au fait que de nouveaux producteurs ont repris le projet après nos petites vacances en France et qu'ils ont renoncé à toutes nos sessions »[réf. nécessaire]
Elle joue finalement au Late Show with David Letterman en mars 2004. La mort de son père en septembre ne l'empêche pas de continuer ses projets et en particulier la WillowTech House avec son amie Flee, un site de vente en ligne de ses créations en couture. Au mois de décembre, pour les fêtes de Noël elle joue du violon derrière Billy Corgan et Dennis DeYoung sur WGN à Chicago.

### PériodeOpheliac
La jeune femme commence à travailler sur son album Opheliac dès 2004 tandis qu'en parallèle elle crée les costumes du clip Walking Shade de Billy Corgan et enregistre la chanson The Gates of Eternity pour l'album All Mine Enemys Whispers : The Story of Mary Ann Cotton sorti en 2008.
En janvier 2006, elle apparaît sur WGN pour performer sur sa chanson Misery Loves Company avant la sortie de l'album avec le label album Trisol Music Group en septembre. Elle profite de son indépendance grâce à son propre label Traitor Records pour sortir un EP de son album au printemps en édition limitée.
L'album Opheliac est la représentation d'un changement important dans la vie de l'artiste, principalement due à une tentative de suicide qui la mènera dans un hôpital psychiatrique d'où elle ne pourra pas sortir avant une semaine, sans pouvoir donner des nouvelles à qui que ce soit. C'est probablement de là que lui vient sa fascination pour les asiles de l'époque victorienne[précision nécessaire]. Sa chanson Opheliac, qui est directement inspirée du personnage d'Ophelia de la tragédie Hamlet de William Shakespeare, se retrouve projetée vers le grand public grâce, entre autres, à des compilations telles que 13th Street : The Sound of Mystery, Vol. 3 et Fuck the Mainstream, Vol. 1 en 2007.
En novembre 2006, elle sort un EP promotionnel, Liar/Dead is the New Alive composé principalement de remixes et de chansons inédites.
En mars 2007, elle sort un album composé d'un premier disque reprenant l'album On A Day et d'un deuxième comprenant uniquement des compositions de l'artiste au violon électrique : Laced/Unlaced. Plus tard dans l'année elle sort A Bit O' This & That qui comprend des reprises, des morceaux de violon et d'anciennes chansons jamais produites jusque-là.
En 2008 sort 4 O'Clock, un EP comprenant reprises, remixes et extraits de son livre The Asylum : For Wayward Victorian Girls. Elle sort ensuite un EPs de reprises, Girls Just Wanna Have Fun & Bohemian Rhapsody (respectivement de Cyndi Lauper et Queen) et annule son contrat avec Trisol Music Group l'année d'après pour en signer un nouveau avec The End Records, lui permettant de rééditer Opheliac et de toucher un plus large public[réf. nécessaire].

### PériodeFight Like A Girl
Bien qu'encore naissante, cette ère a commencé à prendre forme en janvier 2012 avec le début de la tournée promotionnelle de l'album qui devrait sortir cette même tournée finie[réf. nécessaire]. L'album se concentre, d'après l'artiste, sur The Tea Party Massacre, un passage de son livre The Asylum : For Wayward Victorian Girls. La conception de ce nouvel opus a été très particulière, en effet, Emilie Autumn a déclaré vouloir faire de Fight Like A Girl une comédie musicale, chose qui a été confirmée au travers d'interviews[Lesquels ?]. On apprend à la sortie de l'album (dans la partie des remerciements, dans le livret) que c'est Darren Lynn Bousman qui sera le metteur en scène de ce Music Hall qui prendra racine à Londres, en 2014, semble-t-il.
Fight Like A Girl est sorti le 24 juillet. L'album, écouté une semaine avant sa sortie par les médias, semble faire l'unanimité : LoudMag parle de l'album comme étant « le plus personnel et intime album d'Emilie Autumn produit jusqu'ici » tandis qu'Indulge-Sound dit que « Fight Like A Girl est théâtrale, c'est un voyage musical ». Real Life Husband dessert le Grammy-Worthy Release à l'album et déclare qu'« Emilie Autumn peut conquérir la planète et devenir le prochain phénomène mondial ».
En 2013 la chanteuse relance une tournée pour la promotion de l'album. Celle-ci marque une rupture puisque pour financer les nouveaux décors et costumes Emilie Autumn met aux enchères d'anciens éléments scéniques tels que son costume de Reine des Rats ou la chaise roulante (qui l'accompagne sur tous ses shows depuis 2009)[réf. nécessaire] ; Contessa Montebello (une Bloody Crumpet) quitte finalement l'aventure, préférant se consacrer à de nouveaux projets[réf. nécessaire] ; et la liste des titres est totalement changée, n'incluant presque que des titres de Fight Like A Girl.
En parallèle, elle travaille avec Darren Lynn Bousman en tant qu'actrice et chanteuse sur The Devil's Carnival, un opéra-rock dans lequel elle incarne The Painted Doll. En 2013, Autumn jouera à nouveau le rôle de The Painted Doll dans le second épisode de The Devil's Carnival.

### Collaborations
- En 2006 elle travaille avec le groupe Attrition sur l'album All mine enemys whispers. Cependant, elle refuse finalement la commercialisation de cet album, les membres officiels d'Attrition ayant modifié certaines de ses compositions sans son autorisation.
- Le 18 août 2009, est sorti l'album Smash The Control Machine de Otep (groupe de nu metal) dans lequel Emilie collabore en tant que violoniste sur la chanson Ur A Wmn Now.
- Elle collabore également avec le groupe de musique industrielle Die Warzau à deux reprises : Une première fois dans le clip Born Again du groupe en 2006 et une seconde au travers d'un duo nommé « Dry » en 2010.
- Elle a également travaillé avec ASP avec qui elle a créé un remix de la chanson Liar (dans l'EP Liar/Dead is The New Alive, deux titres extraits de l'album Opheliac) en 2007. Les deux artistes ont ainsi composé un duo.
- Emilie Autumn a également collaboré avec le réalisateur Darren Lynn Bousman, une première fois pour la bande originale du film Saw 3 pour lequel elle compose le titre Organ Grinder au violon électrique. Depuis elle est restée en contact avec le cinéaste et a récemment joué dans une courte scène de son film 11.11.11 (sorti uniquement aux États-Unis) et un trailer-vidéo de plus de dix minutes a fait son apparition sur la toile il y a quelque temps, mettant en scène la jeune artiste dans les coulisses d'un cirque. Le film s'appelle The Devil's Carnival et devrait être une sorte d'opéra-rock comme Repo! The Genetic Opera du même réalisateur. On peut donc s'attendre à la fois à une performance d'actrice mais aussi de chanteuse et violoniste de la part d'Emilie Autumn.

### Emilie Autumn et l'écriture
Bien que chanteuse, Emilie se consacre également à l'écriture. En effet, elle écrit elle-même ses chansons et a même sorti un livre de poésie accompagné d'un CD, Your Sugar Sits Untouched. Elle a également écrit un livre qui raconte au travers de deux vies parallèles (une de l'époque victorienne ainsi que la sienne) un séjour dans un asile, The Asylum : For Wayward Victorian Girls Asylum (Asylum. L'Asile pour jeunes filles rebelles, éditions Hugo Roman). Elle s'est servie de son expérience personnelle afin de composer ce récit. Le livre est désormais en vente depuis fin 2009 et est en général distribué durant les rencontres organisées avant les concerts et est disponible sur Internet, sur le site officiel de la chanteuse. Ce livre est, d'après elle, la chose la plus importante dans sa vie et est la « clef » pour comprendre son univers. En effet, ce livre raconte en détail son séjour à l'hôpital psychiatrique de Los Angeles, et comporte plein de photos, ainsi que des écrits de sa main. Emilie a aussi parlé d'un ouvrage se nommant Gothic Children's Book for Adults Only: The Alphabet Book of X-Boyfriends traitant de ses ex et en réalité que d'un seul, comme elle l'explique dans un entretien.

### Projets
Emilie Autumn a annoncé sur son compte Twitter qu'elle écrivait un livre sur le thé : « Assise dans mon lit en train d'écrire mon prochain livre sur le thé ». À noter qu'elle avait créé un thé qu'elle mettait en vente durant sa dernière tournée aux États-Unis[Quand ?]. Elle a aussi évoqué le fait de faire de son ouvrage The Asylum for Wayward Victorian Girls une comédie musicale à Londres.

### Sur scène
Sur scène, la chanteuse est toujours accompagnée de plusieurs jeunes femmes touchant aux univers gothiques, du vaudeville et du monde industriel. Elles font parfois les chœurs et participent aux sketchs organisés pour les shows. Ce sont les Bloody Crumpets. Le groupe se compose actuellement de Veronica Varlow et Captain Maggot. Le groupe était précédemment composé de Little Lucina, Lady Vecona (qui était également chargée des costumes, étant styliste), Ulorin Vex, Mistress Apnea, Lady Joo Hee, Lady Aprella, Blessed Contessa et Little Miss Sugarless.
Les décors étaient et sont principalement créés par Emilie elle-même. En effet, elle est la créatrice de nombreux éléments tel que la grande horloge aux influences steampunk qui se trouve dans le fond du décor, celui-ci étant très personnel et reprenant les principales passions de la chanteuse : le thé (mise en scène, sketchs et installation d'un décor salon de thé), les rats, ces derniers étant présents un peu partout dans les décors, par exemple. Les décors sont principalement inspirés du vaudeville, du burlesque, de l'univers chirurgical/psychiatrique et du steampunk.
Tous les costumes sont créés ou personnalisés par la chanteuse avec l'aide des Bloody Crumpets. Elle réalise en effet plusieurs accessoires tels que des bijoux, des bloomers, des coiffes ou des couronnes ou bien même des masques.
Durant ses shows, Emilie Autumn met en scène de nombreux sketchs afin d'introduire certaines chansons. Il faut savoir qu'elle s'adresse beaucoup au public, lui pose des questions, lui parle… Il faut donc maîtriser l'anglais puisqu'elle ne parle que cette langue.

## Vie personnelle
Emilie Autumn reconnaît et a, entre autres, fondé son activité artistique sur ses troubles mentaux. Elle souffre en effet de troubles bipolaires qui lui causent des changements d'humeur, des hallucinations auditives et des insomnies. Elle est cependant sous traitement médicamenteux pour soigner sa maladie. La chanteuse a admis que, sans cette maladie mentale, elle pourrait « probablement être plus heureuse », mais pense malgré tout que cela lui donne une autre vision du monde, elle préfère davantage « l'utiliser pour tout »  et dit ne pas en être une victime. Autumn se qualifie d'asexuelle et dit n'avoir aucun désir et aucune attraction sexuels pour quiconque. Elle a été victime de viols à partir de ses six ans.
En rentrant de la tournée de Courtney Love en 2004, Emilie Autumn se rend compte qu'elle est enceinte malgré le fait qu'elle se protège. Elle décide d'avorter, terrifiée par le fait d'être enceinte et d'avoir un enfant mais aussi par peur de transmettre ses troubles bipolaires. C'est seulement quelques mois plus tard, alors qu'elle travaillait sur Opheliac, qu'elle fait une tentative de suicide et est admise à l'hôpital psychiatrique de Los Angeles. Elle raconte : « Personne n'a essayé de me sortir de là ou de me contacter et je n'étais pas autorisée à appeler qui que ce soit. » Elle compare d'ailleurs cette expérience au film Vol au-dessus d'un nid de coucou. C'est durant son internement qu'elle commence à écrire The Asylum: For Wayward Victorian Girls, dans un journal, avec un crayon rouge. Elle s'est fait tatouer le numéro de sa cellule à l'hôpital sur le bras droit en France : W14A.
Emilie Autumn est végétalienne, et compare le traitement que subissent les animaux à celui des femmes dans notre société[citation nécessaire]. Elle est très attentive quant à son alimentation puisqu'elle semble suivre un régime sans gluten[réf. souhaitée].
Elle a plusieurs animaux de compagnie, deux rats, Sir Edward & Sir Basil, et un chat qui s'appelle Fish. Sa mère était couturière, et son père est décédé d'un cancer des poumons en 2004. Elle explique qu'après plusieurs recherches, elle a découvert qu'elle descend de la famille de Alice Liddell, la petite fille qui a inspiré à Lewis Carroll les Aventures d'Alice au pays des merveilles[citation nécessaire]. Emilie vit actuellement à Chicago mais dit passer plus de temps dans le tour-bus que chez elle.
La jeune femme s'est également impliquée de manière discrète dans la campagne présidentielle (de 2012) de Barack Obama. Elle a en effet soutenu le candidat à la suite de certains dires de Mitt Romney qui déclara qu'« un enfant issu d'un viol était un cadeau de Dieu » et qu'il comptait rendre l'avortement illégal. Emilie, ayant été victime de viols et ayant avorté par le passé invita alors ses fans à voter pour Obama pour soutenir le droit des femmes à disposer de leur corps[citation nécessaire]. Une fois la campagne terminée et l'officialisation d'Obama comme président, elle posta une photo d'elle sur son twitter, t-shirt relevé avec écrit sur le bas du ventre Good Luck, Uterus...[réf. souhaitée]

## Inspirations
- L'époque victorienne et l'Angleterre

Cette période de l'histoire de l'Angleterre fascine la chanteuse, celle-ci la met d'ailleurs en avant par ses tenues (le corset, par exemple) mais aussi dans ses décors scéniques et parfois dans sa musique. Cette inspiration à un lien direct avec les hôpitaux psychiatriques comme le prouve son livre The Asylum : For Wayward Victorian Girls, l'action se déroulant durant cette ère pleine de mystère marquée, entre autres, par les meurtres du célèbre Jack l'Éventreur. La jeune femme fait des hommages constant à l'île européenne par l'intermédiaire du thé, présent autant durant ses concerts que dans sa vie personnelle ou dans ses projets (voir projets).
- La révolution industrielle

L'industrialisation, développée durant l'époque victorienne est une preuve de plus sur l'admiration que porte la chanteuse à l'Angleterre. Cette révolution qui secoua l'Europe tout entière tenait ses racines de l'île anglophone inspira la chanteuse qui n'hésite pas à la mettre en valeur par ses accessoires, ses tenues, ses créations et ses décors sur scène. C'est d'ailleurs cette inspiration qui lui vaudra le titre d'artiste Steampunk qu'elle refuse, car pour elle  « Le steampunk est directement tiré de la révolution industrielle, je suis donc une artiste industrielle et non steampunk » (forum officiel).
- La psychiatrie et les asiles

L'univers d'Emilie Autumn est très axé autour de la psychiatrie. En effet, depuis la sortie de son ouvrage The Asylum : For Wayward Victorian Girls (Asylum. L'Asile pour jeunes filles rebelles, éditions Hugo Roman), la chanteuse se dévoile sur son passé et particulièrement sur son internement dans un asile, à la demande de son médecin à cause d'une tentative de suicide. Elle explique dans une interview pour VerdamMnis en mars 2010 que « Le livre doit sortir le plus tôt possible pour qu'on puisse passer au prochain chapitre et au prochain album. Parce que le livre est une pièce du puzzle [...] », le livre étant en relation avec la psychiatrie et son internement (voir Écrits, au-dessus). Après cette « expérience », elle confie « Le plus important dans tout ça, c'est de prendre les choses avec humour, car si tu ne le fais pas, ça peut te tuer. » au magazine Rock One lors de sa venue à la capitale en mars 2010, elle y explique également que tout son travail se rapporte à une idée de vengeance. Depuis, cet univers particulier semble être devenu une fascination et elle l'évoque souvent : sur les tee-shirts du merchandesign, sur son site, ses messages Welcome To The Asylum est devenu sa devise.